# Goodies (album de Ciara)
Pour les articles homonymes, voir Goodies.
Albums de Ciara
Ciara: The Evolution
(2006)
Singles
1. Goodies
Sortie : 10 mai 2004
2. 1, 2 Step
Sortie : 20 septembre 2004
3. Oh
Sortie : 2 mars 2005
4. And I
Sortie : 15 août 2005

Goodies est le premier album de Ciara sorti le 28 septembre 2004. L'album est en grande partie produit par Jazze Pha qui est aussi le producteur exécutif de l'album.

## Liste des pistes
| 1.    | Goodies (featuring Petey Pablo)               | 3:43 |
| 2.    | 1, 2 Step (featuring Missy Elliott)           | 3:23 |
| 3.    | Thug Style                                    | 4:25 |
| 4.    | Hotline                                       | 3:23 |
| 5.    | Oh (featuring Ludacris)                       | 4:16 |
| 6.    | Pick Up the Phone                             | 3:48 |
| 7.    | Lookin' At You                                | 3:35 |
| 8.    | Ooh Baby                                      | 3:37 |
| 9.    | Next To You (featuring R. Kelly)              | 3:13 |
| 10.   | And I                                         | 3:53 |
| 11.   | Other Chicks                                  | 4:21 |
| 12.   | The Title                                     | 4:21 |
| 13.   | Goodies (Remix) (featuring T.I. et Jazze Pha) | 4:21 |
| 50:03 |                                               |      |